# Don't Let Me Be the Last to Know
"Don't Let Me Be the Last to Know" je pjesma američke pop pjevačice Britney Spears. 0bjavljena je 26. ožujka 2001. kao črtvrti i posljednji singl s njenog albuma Oops!... I Did It Again u izdanju Jive Recordsa. Pjesmu su napisali Robert Lange, Keith Scott i Shania Twain, a producent pjesme je Robert Lange. 

## Videospot
Spot za pjesmu "Don't Let Me Be the Last to Know" je smiljen pod redateljskom palicom Herba Rittsa na Floridi, 24. – 27. siječnja 2001. godine. U videspotu se pojavljuje francuski model Brice Durand, kojeg tijekom spota ljubi i trči s njim po plaži.

## Uspjeh na top ljestvicama
Pjesma "Don't Let Me Be the Last to Know" nije nikad službeno objavljena u SAD-u, ali je objavljena kao radio singl u travnju 2001. godine. Međutim, pjesma nije bila pupularna na radiju, pa se i zato nije plasirala na ljestvicu Billboard Hot 100. U Kanadi je međutim došla sve do 34. mjesta tadašnje, Canadian Singles Chart, ljestvice. U državama kao Astriji i Švicarskoj je ušla u top deset, a u Njemačkoj i Ujedinjenom Kraljevstvu se plasirala na 12. poziciji. U Australiji se singl prodao u samo 1.000 primjeraka.

## Popis pjesama
Britanski CD #1 singl
1. "Don't Let Me Be the Last to Know" (albumska verzija) - 3:50
2. "Don't Let Me Be the Last to Know" (Hex Hector Radio Mix) - 4:01
3. "Don't Let Me Be the Last to Know" (Hex Hector Club Mix) - 10:12

Britanski limitirani CD #2 singl
1. "Don't Let Me Be the Last to Know" (albumska verzija) - 3:50
2. "Oops!... I Did It Again" (Riprock 'N' Alex G Radio Edit) - 3:54
3. "Stronger" (Mac Quayle Mixshow Edit) - 5:21
4. "Don't Let Me Be the Last to Know" (spot)

Europski CD singl
1. "Don't Let Me Be the Last to Know" (albumska verzija) - 3:50
2. "Don't Let Me Be the Last to Know" (Hex Hector Radio Mix) - 4:01
3. "Don't Let Me Be the Last to Know" (Hex Hector Club Mix) - 10:12
4. "Stronger" (Mac Quayle Mixshow Edit) - 5:21
5. "Stronger" (Pablo La Rosa's Transformation) - 7:21

Francuski CD singl
1. "Don't Let Me Be the Last to Know" (albumska verzija) - 3:50
2. "Don't Let Me Be the Last to Know" (Hex Hector Radio Mix) - 4:01
3. "Stronger" (Mac Quayle Mixshow Edit) - 5:21

Japanski CD singl
1. "Don't Let Me Be the Last to Know" (albumska verzija) - 3:50
2. "Don't Let Me Be the Last to Know" (Hex Hector Radio Mix) - 4:01
3. "Oops!... I Did It Again" (Rodney Jerkins Remix) - 3:07
4. "Lucky" (Jack D. Elliott Radio Mix) - 3:27
5. "Stronger" (Miguel 'Migs' Vocal Edit) - 3:42
6. "Oops!... I Did It Again" (Ospina's Deep Edit) - 3:24
7. "Oops!... I Did It Again" (instrumentalna verzija) - 3:30

The Singles Collection Boxset singl
1. "Don't Let Me Be the Last to Know" (albumska verzija) - 3:50
2. "Don't Let Me Be the Last to Know" (Hex Hector Radio Mix) - 4:01

## Ljestvice
| Ljestvica (2001.)                | Najviša pozicija |
| -------------------------------- | ---------------- |
| Austrija                         | 7                |
| Belgija Flandrija                | 13               |
| Belgija Valonija                 | 34               |
| Kanada                           | 34               |
| Danska                           | 14               |
| Nizozemska                       | 21               |
| Europa                           | 9                |
| Finska                           | 17               |
| Francuska                        | 27               |
| Njemačka                         | 12               |
| Irska                            | 12               |
| Italija                          | 22               |
| Norveška                         | 20               |
| Švedska                          | 12               |
| Švicarska                        | 9                |
| Ujedinjeno Kraljevstvo           | 12               |
| U.S. Billboard Top 40 Mainstream | 36               |

## Povijest objavljivanja
| Regija                 | Datum            | Format   |
| ---------------------- | ---------------- | -------- |
| Ujedinjeno Kraljevstvo | 26. ožujka 2001. | CD singl |
| United States          | 3. travnja 2001. | airplay  |